# Låtefossen
Låtefoss er et 165 m højt vandfald i kommunen Odda i  Vestland fylke i Norge. Låtefoss er det mest kendte af vandfaldene i Oddadalen.
Vandfaldet er et af Norges mest besøgte naturbaserede turistattraktioner. Vandfaldet består egentligt af to vandfald, som kommer fra hvert sit vandløb, Skarsfossen i syd og Låtefossen i nord. Vandfaldene mødes herefter og flyder sammen til et vandløb. Vandfaldet er fredet, og det har jævn vandføring året rundt. 
Låtefossen var et yndet rejsemål for engelske og tyske turister, som besøgte Odda i 1800-tallet. For at komme til vandfaldet blev turisterne kørt med hest og kærre fra fjorden og op langs Sandvindsvatnet og videre op i Oddadalen til Låtefoss. Der var også et hotel ved vandfaldet. I dag kan man finde rester efter fundamentet af hotellet på sydsiden af området. 

## Trafik
Den gamle vej nede fra Odda og op til Låtefossen er i dag en del af Riksvei 13 (Hovedvej 13), som krydser den nederste del af vandfaldet på en kampestensbro med seks hvælvinger. Der ligger en kiosk på vejen lige ved vandfaldet.